# عينات العمل
عينات العمل هي اداة من ادوات الهندسة الصناعية تستخدم في معرفة مدى الاستفادة أو استخدام الموارد، سواءً كانت موارد بشرية مثل العمال أو المكائن والمعدات، يتم أخذ مجموعة من العينات العشوائية بواسطة المهندس الصناعي لطبيعة العمل أو نوع النشاط، ومن ثم يسجل عدد المرات التي تكرر فيها كل عمل، بعد ذلك يحسب نسبة كل عمل أو نشاط بالنسبة للعمل الكلي. عينات العمل اداة هندسية احصائية هدفها تحديد نسبة الوقت المستخدم بواسطة العمال أو الآلات في عدة انشطة مثل تجهيز الآلات أو الإنتاج أو الفراغ. ومن ثم يقوم المهندس الصناعي بتحليل نتائج هذه الأداة، ومعرفة نسب استخدام أو الاستفادة من الموارد البشرية والمالية. بعد ذلك يبدأ العمل الحقيقي للمهندس الصناعي وهو محاولة تقليل أو ازالة النشاطات الغير مفيدة.
مميزاتها:
تتميز هذه الأداة بعدة مميزات، منها:-
1. اختصار الوقت: فهي تعتمد على زيارات عشوائية يتم فيها رصد النسب وليست تقييماً مستمراً، مما يجعلها اداة مفيدة جداً.
2. قلة التكلفة: إذا قارنا هذه الأداة مع أداة التقييم المستمر، فسوف نلاحظ فرقاً كبيراً في التكلفة المادية.
3. مهارة جمع العينات: عملية جمع العينات نفسها لا تحتاج إلى مهارة كبيرة، أي عامل أو موظف يستطيع القيام بها مع تدريب بسيط جداً، نيابةً عن المهندس الصناعي الذي سيتولى تحليلها ومعالجتها.

طريقة استخدامها:
لو افترضنا بأنه تم جمع 500 عينه على مدار اسبوع (40 ساعة), في قسم الخراطة الآلية، وكانت الانشطة تنقسم إلى:-
| نوع النشاط    | عدد العينات |
| ------------- | ----------- |
| إعداد الآلة   | 75 مرة      |
| الإنتاج       | 300 مرة     |
| فراغ          | 125 مرة     |
| المجموع الكلي | 500         |

إذا كنا نريد حساب نسبة كل نشاط بالنسبة للأنشطة الكلية، علينا قسمة عدد المرات لكل نشاط على عدد العينات الكلي:
| نوع النشاط    | النسبة للعد الكلي |
| ------------- | ----------------- |
| إعداد الآلة   | 0.15              |
| الإنتاج       | 0.60              |
| فراغ          | 0.25              |
| المجموع الكلي | 1                 |

مما يساوي أيضاً بالنسبة لعدد ساعات العمل في الإسبوع الواحد:
| نوع النشاط    | النسبة لعدد الساعات |
| ------------- | ------------------- |
| إعداد الآلة   | 6 ساعات             |
| الإنتاج       | 24 ساعة             |
| فراغ          | 10 ساعات            |
| المجموع الكلي | 40 ساعة             |

معرفة عدد العينات المناسب:
من أهم العوامل في تحديد دقة نتائج دراسة عينات العمل هو عدد العينات المأخوذه، حيث انها تؤثر بشكل مباشر في النتائج.
ولكن من المنظور الإحصائي، أخذ أكبر قدر من العينات بساعد على تحسين دقة النتائج.
{\displaystyle n={\frac {(Z_{\alpha /2})^{2}P(1-P)}{c^{2}}}}
- n= عدد العينات الكافي.
- z= جدول التوزيع الطبيعي.
- α= مئة (100) - مقدار الثقة %.
- P= نسبة أحد الأنشطة للأنشطة الكلية.
- c== نصف فترة الثقة == Z(α/2)* σ

مثال توضيحي:
حدد عدد العينات المناسب علما بأن قيمة (c=0.03) وقيمة (p=0.20) بثقة مقدراها 95%
الخطوات
- بما ان مقدار الثقة = 95%، إذا α= 0.05
- إذاً Z0.025= 1.96، من جدول التوزيع الطبيعي.
- ومن ثم تعويض مباشر، والناتج = 682.95 أي تقريبا 683 عينة.
من خلال هذه الأمثلة تبين لنا ان هذه الأداة تساعدنا على معرفة مدى استغلالنا للموارد البشرية والمادية، مما يساعد على تطويرها وتحسينها للعمل.
وفي نفس الوقت الأداة سهلة مقارنة بالأدوات الأخرى وأيضاً لا تحتاج إلى وقتٍ طويل.